# Pašticada
Pašticada je tradicionalno hrvatsko jelo od goveđeg buta kuhanog u slatko-kiselom umaku od luka i mrkve, suhih šljiva, prošeka, crnog vina i octa. Često se naziva dalmatinska pašticada jer potječe iz Dalmacije. Priprema i kuhanje su vrlo dugi i uključuju mariniranje govedine nadjevene komadima češnjaka, pancete i klinčića u octu i vinu dvanaest ili više sati te pečenje i kuhanje najprije cijelog, a onda i narezanog komada mesa u gustom umaku. 
U Hrvatskoj je pašticada obrok koji se priprema za važne blagdane, vjenčanja i krštenja. Obično se poslužuje s njokima ili širokim rezancima.
U internacionalnoj kuhinji pašticadi je po sastojcima i načinu pripreme najsličnije njemačko jelo Sauerbraten; za njega se uzima da se proširilo iz rimske kolonije Köln. U sjevernoj talijanskoj regiji Pijemont sprema se jelo Brasato al Barolo, s vinom svojstvenim za tu regiju i ponekad klinčićem kao začinom, ali bez octa i suhih šljiva. Za razliku od pašticade, odresci se u oba jela jedu tek preliveni vinskim umakom, bez odvojenog dodatnog kuhanja. 